# Lee Da-yeong (Volleyballspielerin)
Lee Da-yeong (koreanisch: 이다영; RR: I Da-yeong; geboren am 15. Oktober 1996 in Iksan) ist eine südkoreanische Volleyballspielerin. Sie war Zuspielerin der Nationalmannschaft Südkoreas und spielte bis 2021 für Incheon Heungkuk Life Insurance Pink Spiders in der V-League, einer professionellen Volleyballliga in Südkorea.

## Leben
Lee Da-yeong wurde am 15. Oktober 1996 als eine der Zwillingstöchter von Lee Ju-hyung und Kim Gyeong-hui geboren, die bei den Olympischen Sommerspielen 1988 als Zuspielerin für die Südkoreanische Volleyball-Nationalmannschaft spielte.  Lee Da-yeong besuchte die Jeonju Jungsan Grundschule, die Gyeonghae Mittelschule für Mädchen und die Sunmyung Mädchen-High School, beide in Jinju. Ihre Zwillingsschwester Lee Jae-yeong war ebenfalls Volleyball-Nationalspielerin.
Im Februar 2021 wurden in sozialen Medien Vorwürfe gegen Lee Da-yeong und Lee Jae-yeong laut, nach denen sie während ihrer Mittelschul-Zeit gegen Mitschülerinnen psychische und körperliche Gewalt ausgeübt hätten. In der Folge wurden beide sowohl von ihrem Verein wie auch von der Nationalmannschaft dauerhaft suspendiert und verloren Werbeverträge. Nach anfänglichen öffentlichen Entschuldigungen kündigten die Schwestern juristische Schritte gegen die Urheber der Vorwürfe an. Die Lee-Schwestern versuchen, ihre Karriere beim griechischen Volleyballpokalsieger PAOK Saloniki fortzusetzen. Der koreanische Volleyballverband verweigerte zunächst seine Zustimmung zu diesem Transfer. Der Internationale Volleyverband setzte sich über die Vorbehalte des nationalen Verbandes hinweg und erteilte den beiden Schwestern die Genehmigung für den Transfer.
Am 8. Oktober 2021 beschuldigte der Ehemann von Lee Da-Yeong sie In einem Exklusiv-Interview des Fernsehsenders TV Chosun der häuslichen Gewalt und der Untreue.
Die beiden hatten im April 2018 geheiratet, mittlerweile läuft die Scheidung.
Die Lees trafen am 17. Oktober in Griechenland ein. Bereits am 20. Oktober war Lee Da-yeong Zuspielerin der Mannschaft, die Serienmeister Olympiakos Piräus die erste Niederlage in der nationalen Liga seit drei Jahren beibrachte. Beim Auswärtssieg gegen Aias Evosmou kamen drei Tage später erstmals beide Schwestern zum Einsatz. Der Wechsel nach Griechenland ist mit erheblichen Einkommensverlusten verbunden. 2022 nahm die Volleyball-Abteilung von Rapid Bukarest Lee Da-yeong unter Vertrag. Im Jahr darauf wechselte sie zum französischen Verein Volero Le Cannet.